# Renato Montalbano
Renato Montalbano (Catania, 17 maggio 1931 – Roma, 18 marzo 2019) è stato un attore italiano, che fu attivo fino alla prima metà degli anni novanta.

## Biografia
Abbandonò gli studi universitari in medicina per la recitazione, diplomandosi al Centro sperimentale di cinematografia. Attore caratterista, lavorò sia al cinema sia in televisione dalla metà degli anni cinquanta fino alla prima metà degli anni novanta. Nella sua carriera recitò in diversi generi, dalla commedia al dramma, dall'avventura al poliziesco, lavorando anche nei film western. I personaggi interpretati da Renato Montalbano furono perlopiù poliziotti, medici, magistrati e militari, in linea col suo aspetto di uomo aitante e integerrimo. Per tre volte egli apparve in lungometraggi con Totò, sostenendo sempre piccolissimi ruoli, ma proprio uno di essi è, fra tutta la sua filmografia, probabilmente quello rimasto più impresso nella memoria collettiva: in Che fine ha fatto Totò Baby? (1964) è infatti lui il giovane e ingenuo portalettere trucidato dal folle protagonista, che infine ne murerà il corpo lasciando tuttavia visibile un suo braccio penzolante, macabramente adattato a portalampada.
Dagli anni settanta Renato Montalbano si dedicò maggiormente al piccolo schermo come attore comprimario nei vari sceneggiati a cui prese parte, talvolta interpretando per intero le serie televisive con ruoli determinanti per lo svolgimento delle trame. Recitò tra l'altro in Gesù di Nazareth (1977) di Franco Zeffirelli, dando volto al personaggio di Giairo.

## Filmografia

### Cinema
- Totò, Peppino e la... malafemmina, regia di Camillo Mastrocinque (1956)
- Ci sposeremo a Capri, regia di Siro Marcellini (1956)
- Totò, Peppino e i fuorilegge, regia di Camillo Mastrocinque (1956)
- Occhi senza luce, regia di Flavio Calzavara (1956)
- I colpevoli, regia di Turi Vasile (1957)
- Il ricatto di un padre, regia di Giuseppe Vari (1957)
- Il diavolo nero, regia di Sergio Grieco (1957)
- Arrivano i dollari!, regia di Mario Costa (1957)
- Ascoltami, regia di Carlo Campogalliani (1957)
- Le belle dell'aria, regia di Mario Costa e Eduardo Manzanos Brochero (1957)
- Primo applauso, regia di Pino Mercanti (1957)
- La verde età, regia di Bruno Iori (1957)
- La zia d'America va a sciare, regia di Roberto Bianchi Montero (1958)
- L'uomo di paglia, regia di Pietro Germi (1958)
- È arrivata la parigina, regia di Camillo Mastrocinque (1958)
- Le dritte, regia di Mario Amendola (1958)
- Afrodite, dea dell'amore, regia di Mario Bonnard (1958)
- La rivolta dei gladiatori, regia di Vittorio Cottafavi (1958)
- Via col... paravento, regia di Mario Costa (1958)
- La nipote Sabella, regia di Giorgio Bianchi (1958)
- Erode il Grande, regia di Arnaldo Genoino e Viktor Turžanskij (1959)
- Le donne ci tengono assai, regia di Antonio Amendola (1959)
- Fantasmi e ladri, regia di Giorgio Simonelli (1959)
- Il cavaliere senza terra, regia di Giacomo Gentilomo (1959)
- Il padrone delle ferriere, regia di Anton Giulio Majano (1959)
- Un canto nel deserto, regia di Marino Girolami (1959)
- L'arciere nero, regia di Piero Pierotti (1959)
- La duchessa di Santa Lucia, regia di Roberto Bianchi Montero (1959)
- Tu che ne dici?, regia di Silvio Amadio (1960)
- Il conquistatore d'Oriente, regia di Tanio Boccia (1960)
- Un amore a Roma, regia di Dino Risi (1960)
- A noi piace freddo...!, regia di Steno (1960)
- Viva l'Italia, regia di Roberto Rossellini (1961)
- Psycosissimo, regia di Steno (1961)
- Gli incensurati, regia di Francesco Giaculli (1961)
- L'ammutinamento, regia di Silvio Amadio (1961)
- Cronache del '22, regia di Guidarino Guidi, episodio Giorno di paga (1961)
- Il segreto di Budda: Agente 310 - Spionaggio sexy (Heißer Hafen Hongkong), regia di Jürgen Roland (1962)
- Sfida nella città dell'oro, regia di Alfredo Medori e Hermann Kugelstadt (1962)
- Un uomo da bruciare, regia dei Fratelli Taviani e Valentino Orsini (1962)
- Mamma Roma, regia di Pier Paolo Pasolini (1962)
- L'arciere delle mille e una notte, regia di Antonio Margheriti (1962)
- La cuccagna, regia di Luciano Salce (1962)
- La bella di Lodi, regia di Mario Missiroli (1963)
- Una storia moderna - L'ape regina, regia di Marco Ferreri (1963)
- Le verdi bandiere di Allah, regia di Giacomo Gentilomo e Guido Zurli (1963)
- Gli invincibili sette, regia di Alberto De Martino (1963)
- La corruzione, regia di Mauro Bolognini (1963)
- Il mostro dell'Opera, regia di Renato Polselli (1964)
- I due gladiatori, regia di Mario Caiano (1964)
- Che fine ha fatto Totò Baby?, regia di Ottavio Alessi (1964)
- La rivolta dei pretoriani, regia di Alfonso Brescia (1964)
- Il magnifico gladiatore, regia di Alfonso Brescia (1964)
- I giganti di Roma, regia di Antonio Margheriti (1964)
- I due toreri, regia di Giorgio Simonelli (1964)
- Le bambole, regia di registi vari (1965)
- La congiuntura, regia di Ettore Scola (1965)
- La mandragola, regia di Alberto Lattuada (1965)
- I criminali della galassia, regia di Antonio Margheriti (1965)
- James Tont operazione D.U.E., regia di Bruno Corbucci (1966)
- Operazione Goldman, regia di Antonio Margheriti (1966)
- Uccellacci e uccellini, regia di Pier Paolo Pasolini (1966)
- I diafanoidi vengono da Marte, regia di Antonio Margheriti (1966)
- Il pianeta errante, regia di Antonio Margheriti (1966)
- Un uomo a metà, regia di Vittorio De Seta (1966)
- 2+5 missione Hydra, regia di Pietro Francisci (1966)
- Lo scandalo, regia di Anna Gobbi (1966)
- Duello nel mondo, regia di Luigi Scattini e Georges Combret (1966)
- Un milione di dollari per 7 assassini, regia di Umberto Lenzi (1966)
- Non faccio la guerra, faccio l'amore, regia di Franco Rossi (1966)
- La morte viene dal pianeta Aytin, regia di Antonio Margheriti (1967)
- 10.000 dollari per un massacro, regia di Romolo Guerrieri (1967)
- Assalto al tesoro di stato, regia di Piero Pierotti (1967)
- Cuore matto... matto da legare, regia di Mario Amendola (1967)
- Il dolce corpo di Deborah, regia di Romolo Guerrieri (1968)
- La battaglia di El Alamein, regia di Giorgio Ferroni (1969)
- Zorro marchese di Navarra, regia di Franco Montemurro (1969)
- Satiricosissimo, regia di Mariano Laurenti (1970)
- Quel gran pezzo dell'Ubalda tutta nuda e tutta calda, regia di Mariano Laurenti (1972)
- Il delitto Matteotti, regia di Florestano Vancini (1973)
- Anno uno, regia di Roberto Rossellini (1974)
- Il Messia, regia di Roberto Rossellini (1975)
- Sangue di sbirro, regia di Alfonso Brescia (1976)
- Fico d'India, regia di Steno (1980)
- Secondo Ponzio Pilato, regia di Luigi Magni (1987)

### Televisione
- L'isola del tesoro, regia di Anton Giulio Majano – miniserie TV (1959)
- Adunata di condominio, regia di Anton Giulio Majano – film TV (1960)
- Più rosa che giallo – serie TV (1962)
- Una tragedia americana, regia di Anton Giulio Majano – miniserie TV (1962)
- Le inchieste del commissario Maigret – serie TV, episodio Una vita in gioco (1965)
- Resurrezione, regia di Franco Enriquez – miniserie TV (1965)
- Le avventure di Laura Storm – serie TV, episodio 2x04 (1966)
- Vita di Cavour, regia di Piero Schivazappa – miniserie TV (1967)
- Giocando a golf una mattina, regia di Daniele D'Anza – miniserie TV (1969)
- La vita di Leonardo da Vinci, regia di Renato Castellani – miniserie TV (1971)
- Joe Petrosino, regia di Daniele D'Anza – miniserie TV (1972)
- Processo ad un atto di valore, regia di Marcello Baldi – film TV (1972)
- Il caso Lafarge, regia di Marco Leto – miniserie TV (1973)
- Cartesius, regia di Roberto Rossellini – miniserie TV (1974)
- Tommaso d'Aquino, regia di Leandro Castellani – film TV (1975)
- La contessa Lara, regia di Dante Guardamagna – miniserie TV (1975)
- La guerra al tavolo della pace, regia di Massimo Sani e Paolo Gazzara – miniserie TV (1975)
- Dov'è Anna?, regia di Piero Schivazappa – miniserie TV (1976)
- Lo scandalo della Banca Romana, regia di Luigi Perelli – miniserie TV (1977)
- Gesù di Nazareth, regia di Franco Zeffirelli – miniserie TV (1977)
- L'ultimo aereo per Venezia, regia di Daniele D'Anza – miniserie TV (1977)
- Processo a Maria Tarnowska, regia di Giuseppe Fina – miniserie TV (1977)
- Traffico d'armi nel golfo, regia di Leonardo Cortese – miniserie TV (1977)
- Castigo, regia di Anton Giulio Majano – miniserie TV (1977)
- Madame Bovary, regia di Daniele D'Anza – miniserie TV (1978)
- Storie della camorra, regia di Paolo Gazzara – miniserie TV (1978)
- Delitto Paternò, regia di Gianluigi Calderone – miniserie TV (1978)
- Racconti di fantascienza, regia di Alessandro Blasetti – miniserie TV (1979)
- Profumo di classe, regia di Giorgio Capitani – musical TV (1979)
- Con gli occhi dell'occidente, regia di Vittorio Cottafavi – miniserie TV (1979)
- L'enigma delle due sorelle, regia di Mario Foglietti – miniserie TV (1980)
- Tre operai, regia di Francesco Maselli – miniserie TV (1980)
- Pronto Emergenza – serie TV (1980)
- L'eredità della priora, regia di Anton Giulio Majano – miniserie TV (1980)
- Giacinta, regia di Gianluigi Calderone – miniserie TV (1980)
- Semmelweis, regia di Gianfranco Bettetini – film TV (1980)
- Gelosia, regia di Leonardo Cortese – miniserie TV (1980)
- La donna in bianco, regia di Mario Moroni – miniserie TV (1980)
- Verso l'ora zero, regia di Stefano Roncoroni – film TV (1980)
- Anna Kuliscioff, regia di Roberto Guicciardini – miniserie TV (1981)
- Turno di notte, regia di Paolo Poeti – miniserie TV (1981)
- Illa: Punto d'osservazione, regia di Daniele D'Anza – miniserie TV (1981)
- Il fascino dell'insolito – serie TV, episodio 2x03 (1981)
- Don Luigi Sturzo, regia di Giovanni Fago – miniserie TV (1981)
- Quell'antico amore, regia di Anton Giulio Majano – miniserie TV (1981)
- Una tranquilla coppia di killer, regia di Gianfranco Albano – miniserie TV (1982)
- Un eroe del nostro tempo, regia di Piero Schivazappa – miniserie TV (1982)
- Panagulis vive, regia di Giuseppe Ferrara – miniserie TV (1982)
- La freccia nel fianco, regia di Giovanni Fago – miniserie TV (1983)
- Piccolo mondo moderno, regia di Daniele D'Anza – miniserie TV (1984)
- La nemica, regia di Nanni Fabbri – film TV (1984)
- Quei trentasei gradini, regia di Luigi Perelli – miniserie TV (1984-1985)
- La piovra 2, regia di Florestano Vancini – miniserie TV (1986)
- L'ombra nera del Vesuvio, regia di Steno – miniserie TV (1987)
- Il generale, regia di Luigi Magni – miniserie TV (1987)
- Due assi per un turbo – serie TV (1987)
- Big Man – serie TV (1988)
- Il giudice istruttore, regia di Gianluigi Calderone – miniserie TV (1990)
- Pronto soccorso – serie TV (1990)
- Doris una diva del regime, regia di Alfredo Giannetti – miniserie TV (1991)
- Italia chiamò, regia di Leandro Castellani – miniserie TV (1992)

## Doppiatori italiani
- Giuseppe Rinaldi in La rivolta dei gladiatori
- Renato Turi in La rivolta dei pretoriani
- Arturo Dominici in Assalto al tesoro di stato
- Gianfranco Bellini in Zorro marchese di Navarra
- Pino Colizzi in Satiricosissimo
- Carlo Alighiero in Il delitto Matteotti